# Pyknokline

Die Schichtung in diesem Schema verläuft horizontal zwischen der trophogenen Zone (obere, leichtere, salzarme, warme Schicht) und der tropholytischen Zone (untere, schwerere, salzreiche, kalte Schicht) (engl. Beschriftung)

Die Pyknokline (von altgriechisch πυκνός pyknós „dicht, dicht gedrängt“ und κλίνειν klinein „neigen“) ist ein Übergang zwischen Wasserschichten unterschiedlicher Dichte in Seen und Meeren. Der Dichteunterschied kann durch die unterschiedliche Temperatur (Thermokline) in der Temperaturschichtung, durch verschiedene Salzgehalte (Halokline) oder durch unterschiedliche Gehalte an gelösten Feststoffen (Chemokline) wie z. B. in meromiktischen Seen verursacht werden. Analog bezeichnet Oxykline eine Grenze zwischen Schichten unterschiedlichen Sauerstoffgehalts.